# ヨハン・アンドレアス・シュトライヒャー
ヨハン・アンドレアス・シュトライヒャー（Johann Andreas Streicher 1761年12月13日 - 1833年5月25日）は、ドイツ生まれのピアニスト、作曲家、ピアノ製造技師。

## 生涯
シュトゥットガルトで生まれた。1793年に結婚したナネッテ・シュトライヒャーはアウクスブルクで別のピアノ製造会社を営むヨハン・アンドレアス・シュタインの娘であった。2人は1794年にウィーンへと移り住むと、シュトライヒャーはそこでピアノ教師として働き始めた。徐々に作曲の分野でも知られるようになっていく。シュトライヒャー社はルートヴィヒ・ヴァン・ベートーヴェンが若い頃に使用したフォルテピアノの少なくとも1台を製造しており、その楽器を気に入った彼はこう記している。「（その楽器は）私には上等すぎる（中略）私が自分自身で音色を生み出す自由を奪ってしまうからだ」。ウィーンにおいて亡くなった。
彼の工房は息子のヨハン・バプティスト・シュトライヒャーへ受け継がれたが、ヨハン・バプティストの息子エミールは1896年に工房をシュティングル兄弟へ売却した。エミールの息子テオドール・シュトライヒャーが家業を継がず、作曲家となったためである。

## 作品
- Schiller’s Flucht von Stuttgart und Aufenthalt in Mannheim von 1782 bis 1785. Stuttgart und Augsburg, Verlag der J. B. Metzler’schen Buchhandlung. 1836.
- 「オルガンのためのコラール・プレリュード」（定旋律付き） Op. 4. （Musikverlag Christoph Dohr, Köln 2006, ISBN 9790202012505）